# Hemiodus sterni
Hemiodus sterni és una espècie de peix de la família dels hemiodòntids i de l'ordre dels caraciformes.

## Morfologia
- Els mascles poden assolir 7,9 cm de longitud total.[4][5]

## Reproducció
És ovípar.

## Hàbitat
És un peix d'aigua dolça i de clima subtropical (22 °C-26 °C).

## Distribució geogràfica
Es troba a Sud-amèrica: conca del riu Juruena (conca del riu Tapajós al Brasil).